# I Don’t Wanna Fight
«I Don’t Wanna Fight» (с англ. — «Я не хочу бороться») — песня, записанная американской певицей Тиной Тёрнер для фильма «На что способна любовь», основанного на её биографии. Она вошла в саундтрек What’s Love Got to Do with It.

## Написание
Песня была написана британской певицей Лулу, изначально авторы предлагали песню певице Шаде, однако она порекомендовала песню для исполнения Тине Тёрнер.

## Коммерческий приём
Трек имел большой успех по обеим сторонам Атлантики, достигнув девятой строчки в Billboard Hot 100 (последний топ-10 певицы в данном чарте), седьмой строчки в UK Singles Chart, в Канаде песня поднялась на вершину национального чарта.

## Награды и номинации
На 36-й церемонии «Грэмми» песня была номинирована в категориях «Лучшее женское вокальное поп-исполнение» и «Лучшая песня, написанная для кино, телевидения или другого визуального представления», однако в обеих номинациях проиграла.

## Чарты

### Еженедельные чарты
| Чарт (1993)                           | Пиковая позиция |
| ------------------------------------- | --------------- |
| Австралия (ARIA)                      | 39              |
| Австрия (Ö3 Austria Top 40)           | 29              |
| Бельгия/Фландрия (Ultratop 50)        | 8               |
| Канада (RPM Top Singles)              | 1               |
| Канада (RPM Adult Contemporary)       | 1               |
| Европа (European Hot 100 Singles)     | 11              |
| Франция (SNEP)                        | 49              |
| Германия (Official German Charts)     | 35              |
| Исландия (Íslenski Listinn Topp 40)   | 3               |
| Ирландия (IRMA)                       | 14              |
| Италия (Hit Parade Italia)            | 8               |
| Нидерланды (Single Top 100)           | 14              |
| Новая Зеландия (Recorded Music NZ)    | 7               |
| Норвегия (VG-lista)                   | 8               |
| Швеция (Sverigetopplistan)            | 39              |
| Швейцария (Schweizer Hitparade)       | 11              |
| Великобритания (OCC UK Singles)       | 7               |
| США (Billboard Hot 100)               | 9               |
| США (Billboard Adult Contemporary)    | 1               |
| США (Billboard Hot R&B/Hip-Hop Songs) | 51              |
| США (Billboard Pop Airplay)           | 6               |
| США (Billboard Rhythmic)              | 36              |

### Годовые чарты
| Чарт (1993)                              | Позиция |
| ---------------------------------------- | ------- |
| Бельгия (Ultratop 50 Flanders)           | 71      |
| Канада (RPM Top Singles)                 | 5       |
| Канада (RPM Adult Contemporary)          | 1       |
| Италия (Hit Parade Italia)               | 63      |
| Нидерланды (Single Top 100)              | 96      |
| Швейцария (Schweizer Hitparade)          | 40      |
| Великобритания (Official Charts Company) | 84      |
| США (Billboard Hot 100)                  | 42      |
| США (Billboard Adult Contemporary)       | 2       |